# Hercostomus gregalis
Hercostomus gregalis är en tvåvingeart som beskrevs av Becker 1922. Hercostomus gregalis ingår i släktet Hercostomus och familjen styltflugor. Inga underarter finns listade i Catalogue of Life.